# Kamień na kamieniu (film)
Kamień na kamieniu – polski film obyczajowy z 1995 w reżyserii Ryszarda Bera, adaptacja powieści Kamień na kamieniu (1984) Wiesława Myśliwskiego.

## Obsada aktorska
- Jerzy Radziwiłowicz − Szymon Pietruszka
- Bożena Adamek − matka Szymona i Michała
- Adam Ferency − ojciec Szymona i Michała
- Janusz Michałowski − Michał Pietruszka, brat Szymona
- Bronisław Pawlik − Bartłomiej Kuś
- Joanna Żółkowska − sklepowa Kaśka
- Paweł Gędłek − Michał Pietruszka w młodości
- Ignacy Machowski − ksiądz proboszcz
- Stefan Popkowski − Szymon Pietruszka w młodości
- Bogusław Sochnacki − Chmiel
- Szymon Bobrowski − Rysiek
- Piotr Grabowski − Maciejka
- Andrzej Grąziewicz − Józef, ojciec Ryśka
- Edward Kusztal − Skobel
- Włodzimierz Musiał − Izydor
- Paweł Nowisz − krawiec, kuzyn Pietruszków
- Ryszard Chlebuś − Franek
- Marek Kasprzyk − chłop